# Senecio fontanicola
Il senecione delle sorgenti (nome scientifico  Senecio fontanicola   Grulich & Hodálová, 1994) è una specie di pianta angiosperma dicotiledone della famiglia delle Asteraceae (sottofamiglia Asteroideae).

## Etimologia
Il nome generico (Senecio) deriva dal latino senex che significa “vecchio uomo” e fa riferimento al ciuffo di peli bianchi (pappo) che sormonta gli acheni, che ricorda la chioma di un vecchio. L'epiteto specifico ( fontanicola) è pertinente alle sorgenti o alle fontane, ossia è una specie che cresce in acqua corrente.
Il nome scientifico della specie è stato definito dai botanici Vít Grulich (1956-2022) e Iva Hodálová nella pubblicazione " Phyton. Annales rei Botanicae. Horn (Austria)" ( Phyton (Horn) 34(2): 261) del 1994.

## Descrizione
Habitus. Le piante di questa specie hanno un habitus di tipo erbaceo perenne. La forma biologica è elofita (He), sono piante semi-acquatiche con la base e le gemme perennanti sommerse, ma con il fusto e le foglie aeree. Sono solitamente presenti nelle paludi e sulle rive dei laghi, terreni acquitrinosi dove formano i canneti. Altezza media: 5 - 7 dm.
Radici. Le radici in genere sono secondarie da rizoma e possono essere fibrose. Il rizoma è orizzontale e colorato di scuro.
Fusto. La parte aerea è più o meno eretta; semplice o ramosa. Il fusto è striato, glabro o con peli ghiandolari.
Foglie. Le foglie in genere sono cauline disposte in modo alternato. Sono picciolate o sessili (quelle superiori). La forma della lamina (foglie inferiori) è intera con forme oblanceolate, apice acuto e margini dentellati. Le foglie medie superiori sono progressivamente ridotte. La lamina è decorrente lungo il fusto. Dimensione delle foglie: larghezza 2 - 3,5 cm; lunghezza 15 – 30 cm.
Infiorescenza. Le sinflorescenze sono composte da numerosi capolini organizzati in formazioni corimbose ampie. Le infiorescenze vere e proprie sono formate da un capolino terminale peduncolato di tipo radiato. Alla base dell'involucro (la struttura principale del capolino) è presente un calice formato da 2 - 4 brattee fogliacee (sono lunghe la metà dell'involucro). I capolini sono formati da un involucro, con forme da cilindriche a campanulate, composto da diverse brattee, al cui interno un ricettacolo fa da base ai fiori di due tipi: quelli esterni del raggio e quelli più interni del disco. Le brattee, 13 per involucro e lunghe 8 mm, sono disposte in modo embricato di solito su una o due serie e possono essere connate alla base. Il ricettacolo è nudo (senza pagliette a protezione della base dei fiori); la forma è piatta e spesso è denticolato. Diametro dei capolini: 6 – 8 mm.
Fiori.  I fiori (fiori ligulati: 5 - 6 per capolino) sono tetra-ciclici (formati cioè da 4 verticilli: calice – corolla – androceo – gineceo) e pentameri (calice e corolla formati da 5 elementi). Sono inoltre ermafroditi, più precisamente i fiori del raggio (quelli ligulati e zigomorfi) sono femminili; mentre quelli del disco centrale (tubulosi e actinomorfi) sono bisessuali o a volte funzionalmente maschili.
- Formula fiorale:

*/x K {\displaystyle \infty }, [C (5), A (5)], G 2 (infero), achenio
- Calice: i sepali del calice sono ridotti ad una coroncina di squame.
- Corolla: nella parte inferiore i petali della corolla sono saldati insieme e formano un tubo. In particolare le corolle dei fiori del disco centrale (tubulosi) terminano con delle fauci dilatate a raggiera con cinque lobi. Nella corolla dei fiori periferici (ligulati) il tubo si trasforma in un prolungamento ligulato, terminante più o meno con cinque dentelli. Il colore delle corolle di norma è giallo. Lunghezza delle ligule: 10 – 12 mm.
- Androceo: gli stami sono 5 con dei filamenti liberi. La parte basale del collare dei filamenti può essere dilatata. Le antere invece sono saldate fra di loro e formano un manicotto che circonda lo stilo. Le antere normalmente sono senza coda ("ecaudate"). La struttura delle antere è di tipo tetrasporangiato, raramente sono bisporangiate. Il tessuto endoteciale è radiale o polarizzato. Il polline è tricolporato (tipo "helianthoid").[13]
- Gineceo: lo stilo è biforcato con due stigmi nella parte apicale. Gli stigmi sono troncati; possono avere un ciuffo di peli radicali o in posizione centrale; possono inoltre essere ricoperti da minute papille; altre volte i peli sono di tipo penicillato. Le superfici stigmatiche sono due e separate. L'ovario è infero uniloculare formato da 2 carpelli.
- Antesi: da giugno a luglio.

Frutti. I frutti sono degli acheni con pappo. La forma degli acheni è più o meno affusolata. La superficie è percorsa da alcune coste longitudinali con ispessimenti marginali e può essere glabra. Non sempre il carpoforo è distinguibile. Il pappo, persistente o caduco, è formato da numerose setole snelle e bianche (lisce o barbate); le setole possono inoltre essere connate alla base. Lunghezza degli acheni: 3 – 4 mm.

## Biologia
Impollinazione: l'impollinazione avviene tramite insetti (impollinazione entomogama tramite farfalle diurne e notturne).

Riproduzione: la fecondazione avviene fondamentalmente tramite l'impollinazione dei fiori (vedi sopra).

Dispersione: i semi (gli acheni) cadendo a terra sono successivamente dispersi soprattutto da insetti tipo formiche (disseminazione mirmecoria). In questo tipo di piante avviene anche un altro tipo di dispersione: zoocoria. Infatti gli uncini delle brattee dell'involucro (se presenti) si agganciano ai peli degli animali di passaggio disperdendo così anche su lunghe distanze i semi della pianta. Inoltre per merito del pappo il vento può trasportare i semi anche a distanza di alcuni chilometri (disseminazione anemocora).

## Distribuzione e habitat

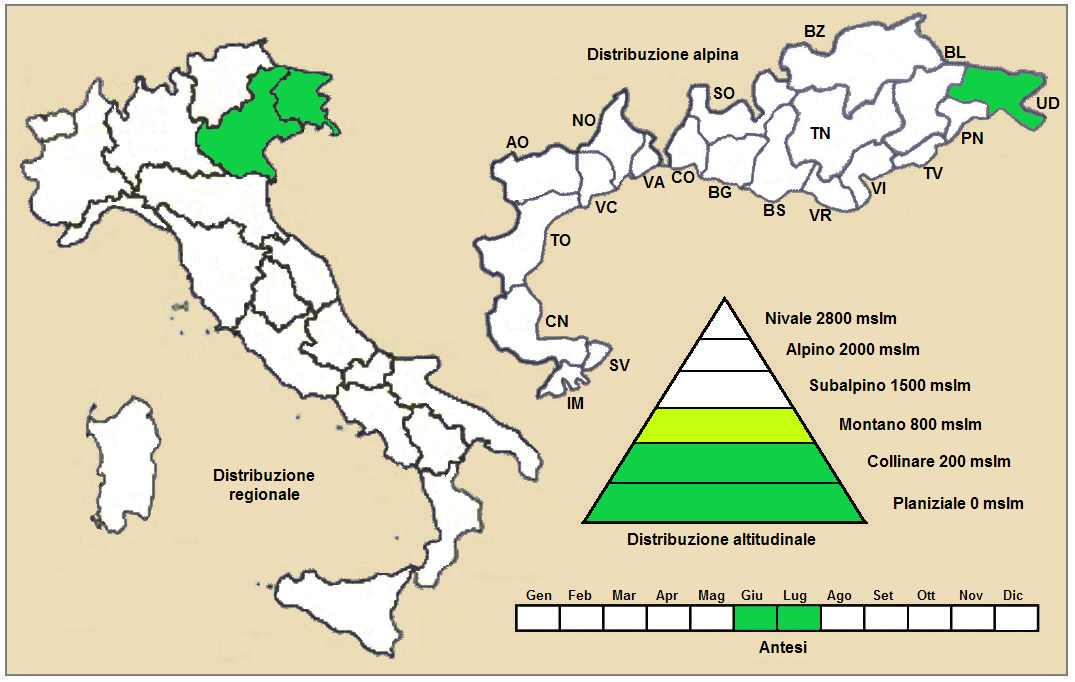
Distribuzione della pianta (Distribuzione regionale – Distribuzione alpina)

Geoelemento: il tipo corologico (area di origine) è  Endemico / Est-Alpico.
Distribuzione: in Italia questa specie è molto rara e si trova solamente nel Nord-Est. Fuori dall'Italia, sempre nelle Alpi, questa specie si trova in Austria e Svizzera.  Nel resto dell'Europa si trova nella Penisola Balcanica.
Habitat: l'habitat preferito per queste piante sono le torbiere basse. Il substrato preferito è calcareo con pH basico, bassi valori nutrizionali del terreno che deve essere umido.
Distribuzione altitudinale: sui rilievi alpini, in Italia, queste piante si possono trovare fino a 300 m s.l.m.; nelle Alpi frequentano quindi i seguenti piani vegetazionali: collinare e in parte quello montano (oltre a quello planiziale).

## Fitosociologia: areale alpino
Dal punto di vista fitosociologico alpino Senecio fontanicola appartiene alla seguente comunità vegetale:
Formazione: delle comunità delle paludi e delle sorgenti 
Classe: Scheuchzerio-Caricetea fuscae
Ordine: Caricetalia davallianae
Alleanza: Caricion davallianae
Associazione: Schoenenion nigricantis

## Tassonomia
La famiglia di appartenenza di questa voce (Asteraceae o Compositae, nomen conservandum) probabilmente originaria del Sud America, è la più numerosa del mondo vegetale, comprende oltre 23.000 specie distribuite su 1.535 generi, oppure 22.750 specie e 1.530 generi secondo altre fonti (una delle checklist più aggiornata elenca fino a 1.679 generi). La famiglia attualmente (2021) è divisa in 16 sottofamiglie; la sottofamiglia Asteroideae è una di queste e rappresenta l'evoluzione più recente di tutta la famiglia.

### Filogenesi
Il genere di questa voce appartiene alla sottotribù Senecioninae della tribù Senecioneae (una delle 21 tribù della sottofamiglia Asteroideae). La struttura della sottotribù è molto complessa e articolata (è la più numerosa della tribù con oltre 1.200 specie distribuite su un centinaio di generi) e al suo interno sono raccolti molti sottogruppi caratteristici le cui analisi sono ancora da completare. Il genere di questa voce è il principale della sottotribù con quasi 1500 specie. Nell'ambito della filogenesi delle Senecioninae Senecio è polifiletico e molti sue specie sono attualmente "sparse" tra gli oltre 100 generi della sottotribù. Senecio s.str. è posizionato più o meno alla base della sottotribù  (è uno dei primi generi che si sono separati).
Il genere di questa voce fa parte dell'"Aggregato di Senecio doria" insieme alla specie Senecio doria. Questo gruppo è caratterizzato da erbe perenni alte fino 15 dm, da foglie lanceolate molto allungate, da ampie sinflorescenze formate da molti capolini e da involucri cilindrici con brattee esterne e interne poco differenziate.
La specie  Senecio fontanicola  è individuata dai seguenti caratteri specifici:
- queste piante sono alte 5 - 7 dm;
- le foglie hanno delle forme oblanceolate.

Il numero cromosomico della specie è 2n = 40.

### Sinonimi
Sono elencati alcuni sinonimi per questa entità:
- Senecio doria subsp. forojuliensis Zenari, 1947
- Senecio doria var. golae  Zenari, 1947
- Senecio doria subvar. intermedius  Zenari, 1947
- Senecio doria var. subdecurren s Zenari, 1947

### Specie simili
Le due specie dell'"Aggregato di Senecio doria si distinguono per i seguenti caratteri:
- Senecio doria: le piante sono alte 5 - 15 dm; le foglie hanno delle forme lineari-spatolate con dimensioni: 3 - 10 x 15 – 40 cm;
- Senecio fontanicola: le piante sono alte 5 - 7 dm; le foglie hanno delle forme oblanceolate con dimensioni: 2 - 6 x 15 – 30 cm;